# 10-те тисячоліття до н. е.
Десяте тисячоліття до н. е. (X) — часовий проміжок з 10 000 по 9001 рік до нашої ери.
Початок мезоліту в Європі і його закінчення на Близькому Сході, епіпалеоліту та голоценової ери. Бубальський період на території Сахари. Зародження сільського господарства — культивування примітивних форм проса та рису в Південно-Західній Азії.

## Події

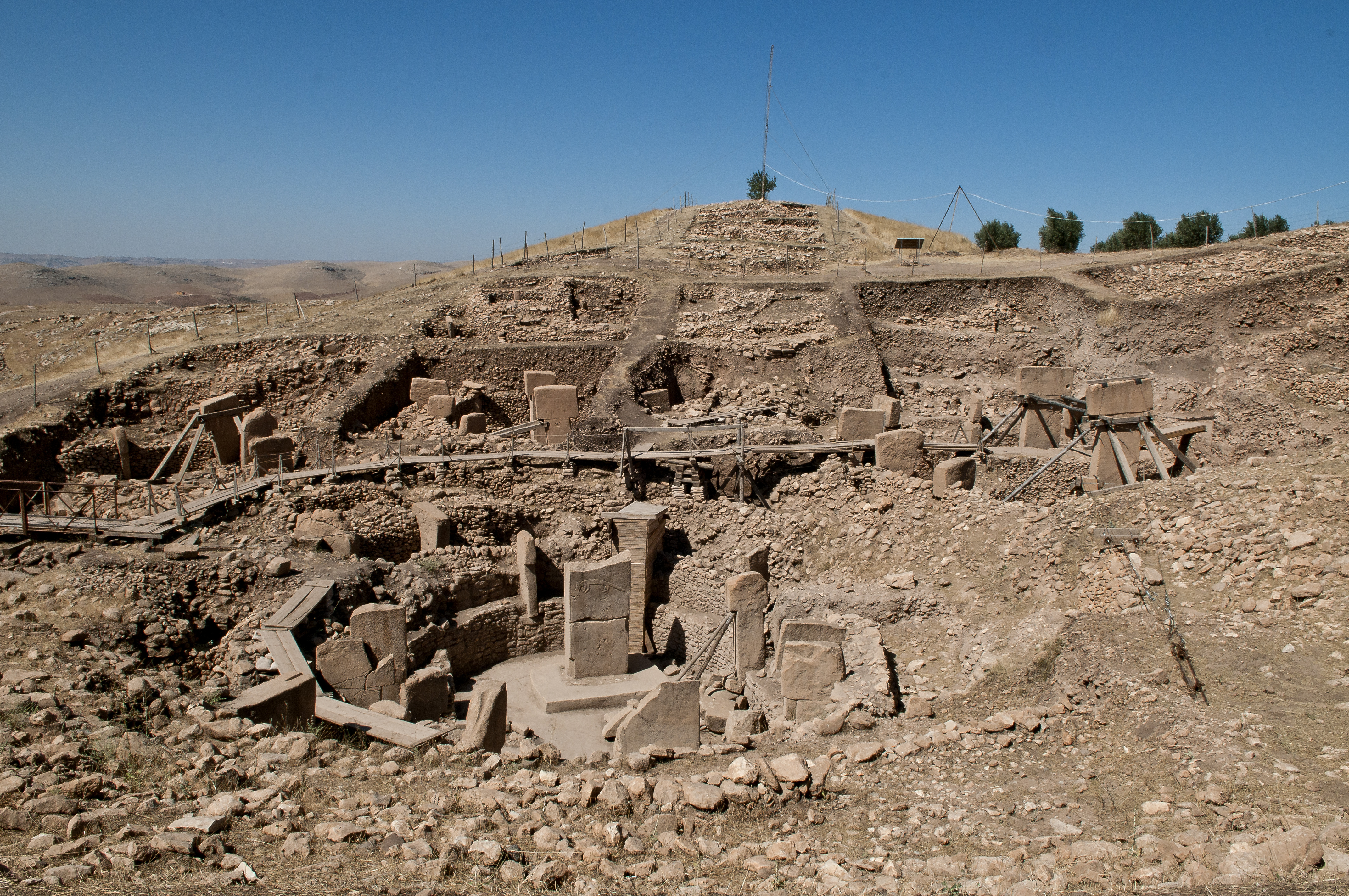
Гебеклі-Тепе, Туреччина

- Гебеклі-Тепе, ТуреччинаБлизько 10 000 до нашої ери — початок ери Джьомон в Японії.
- Близько 10 000 до нашої ери — кераміка культури Джьомон в Японії.
- Близько 10 000 до нашої ери — одомашнено собаку.
- Близько 10 000 до нашої ери — вимер Homo floresiensis.
- Близько 10 000 до нашої ери — неолітичні праісторичні статуї, відкриті в селах Невали-Чорі та Гебеклі-Тепе біля міста Шанліурфа в сучасній Східній Туреччині.
- Близько 10 000 до нашої ери — культивування горлянки та використання її як посудини для пиття.
- Близько 10 000 до нашої ери — кінець останньої льодовикової епохи.
- Близько 9800 до нашої ери — люди в Південній Америці заселили Вогняну землю.
- Близько 9600 до нашої ери — пізній дріас — межа між плейстоценом та голоценом, а також традиційна межа між палеолітом та мезолітом. Велика частина Землі знову стала населена.
- Близько 9600 до нашої ери — початок Пребореального кліматичного періоду. Середньорічна температура в Північній півкулі почала швидко зростати: протягом 20-40 років вона підвищилась на 6 °C.
- Близько 9600 до нашої ери — внаслідок підняття рівня моря Австралія відділилась від Папуа-Нової Гвінеї, затоплений Беринговий перешийок, що сполучав Євразію та Америку.
- Близько 9500 до нашої ери — сучасне Балтійське море вступило в стадію Іолдійового моря.
- Близько 9500 до нашої ери — можливо, початок культивування диких трав в Малої Азії.
- Близько 9500 до нашої ери — перші споруди храмового комплексу Гебеклі-Тепе.
- Близько 9300 до нашої ери — можливо, початок культивування інжиру на берегах річки Йордан.
- Після 9000 до нашої ери — перші кам'яні будівлі в Єрихоні, побудовані в період Натуфійської досільськогосподарської культури.
- Близько 9000 до нашої ери — Початок неолітичної культури в Стародавньому Близькому Сході.

### Старий світ
- Азія: використання печер біля Каспійського моря для проживання людей.
- Африка: наскельний живопис, що зображає картини людської діяльності, виявлений на території Ефіопії та Еритреї, датується десятим тисячоліттям до н. е.
- Європа: люди Азильскої культури розселилися на території Іспанії, Франції, Швейцарії, Бельгії та Шотландії.
- Європа: розквіт Мадленської культури, створення наскального живопису в печерах на території Франції (Печера Ласко).
- Європа: в Бургундії люди почали полювати на коней (Скеля Солютре).
- Межиріччя: люди починають збір диких пшениці та ячменю, можливо, для виробництва солоду, а пізніше пива.
- Норвегія: перші сліди проживання людини виявлені на території Рандаберга.
- Персія: одомашнено козу.
- Сахара: період Бубалус.

### Північна Америка
- Близько 10 000 до нашої ери — вимирання смілодонів, гігантських бобрів, гігантських лінивців, мамонтів, мастодонтів, американських верблюдів, американських коней та левів.

### Австралія
- Близько 10 000 до нашої ери — підняття рівня моря сформувало Бассову протоку, що відділила Тасманію від Австралії.

## Міфічні події
- Середина 10-го тисячоліття до нашої ери — за свідченням Платона, затоплення Атлантиди.